# Euzimmermania
Euzimmermania là một chi bướm đêm thuộc họ Geometridae.